# 方垛式四子棋
方垛式四子棋（Score Four），又名立體四子棋，是A. P. Nienstaedt 在1968年推出的連棋類遊戲，是屏風式四子棋的立體版。

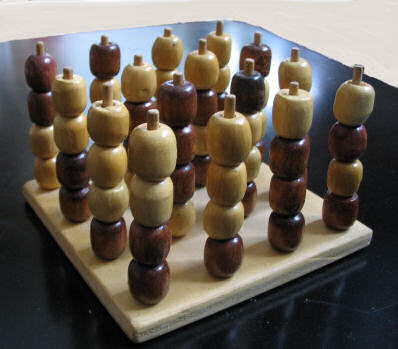
方垛式四子棋

## 棋具
- 棋盤採用柱狀結構，立有4*4組合的棍子，共16根。每棍子長度最多可以串上4枚棋珠。
- 棋珠上有洞可供棍子插入，以2色區分敵我，每方32顆。

## 棋規
- 雙方必須輪流把一顆己方棋珠串在一根棍子，讓棋珠因地心引力落下在底部或其他棋子上。

- 當己方4枚棋珠在三維上，縱、橫、斜方向連成一線時獲勝。[1]

## 參閱
- 屏風式四子棋
- 蜘蛛四子棋

## 外部連結
- 遊戲介紹 （页面存档备份，存于）